# .hu
.hu là tên miền quốc gia cấp cao nhất (ccTLD) của Hungary. Việc đăng ký được thực hiện thông qua nhà đăng ký ủy quyền.

## Chính sách phân chia tên miền con
Cũng giống như vài tên miền khác (Canada, .ca chẳng hạn), chính sách phân chia tên miền con của Hungary (.hu) cho phép bất cứ ai cũng đăng ký tên miền gián tiếp.hu (nếu bạn không phải là công dân EU thì bạn phải có thương hiệu hữu hiệu ở Hungary); phân chia theo kiểu Anh cũng tồn tại (.gov.hu,.edu.hu, và.ac.hu..., tương tự như.co.uk và.com.au).
Tên miền với các ký tự latinh đặc biệt (á, é, í, ó, ö, ő, ú, ü, ű) cũng được đăng ký.